# Tetracme elongata
Tetracme elongata är en korsblommig växtart som beskrevs av Siro Kitamura. Tetracme elongata ingår i släktet Tetracme och familjen korsblommiga växter. Inga underarter finns listade i Catalogue of Life.